# پیتر مک‌نیکول
پیتر مک‌نیکول (انگلیسی: Peter MacNicol؛ زادهٔ ۱۰ آوریل ۱۹۵۴) هنرپیشه اهل کشور ایالات متحده آمریکا است. وی از سال ۱۹۸۱ میلادی تاکنون مشغول فعالیت بوده‌است.

## قسمتی از فیلمشناسی
- انتخاب سوفی
- نبردناو
- بین
- گرما
- دراکولا: مرده و دوستدار آن
- خانه‌نشین